# Ruptura das membranas
Ruptura das membranas (ROM) ou amniorrexe é um termo usado durante a gravidez para descrever a ruptura do saco amniótico. Normalmente, ocorre de forma espontânea a termo completo durante ou no início do trabalho de parto. A ruptura das membranas é conhecida coloquialmente como "estourar a bolsa", especialmente quando induzida em vez de espontânea, ou como "a bolsa estourou". A ruptura prematura das membranas (PROM) é a ruptura do âmnio que ocorre a termo e antes do início do trabalho de parto. Nos casos de PROM, as opções incluem a conduta expectante sem intervenção, ou intervenções como ocitocina ou outros métodos de indução do parto, geralmente acompanhados de monitoramento rigoroso da saúde materna e fetal. A ruptura prematura pré-termo das membranas (PPROM) ocorre quando a bolsa rompe antes do início do trabalho de parto e antes das 37 semanas de gestação. Nos Estados Unidos, mais de 120.000 gestações por ano são afetadas pela ruptura prematura das membranas, responsável por cerca de um terço dos partos prematuros.
Às vezes, uma criança nasce sem ruptura do saco amniótico. Nesses casos, a criança pode nascer ainda completamente envolta pela bolsa; esse nascimento é chamado de nascimento em-caul.

## Efeitos
Quando o saco amniótico se rompe, a produção de prostaglandinas aumenta e a proteção entre o feto e o útero diminui, ambos processos que aumentam a frequência e a intensidade das contrações uterinas.
Ocasionalmente, com a ruptura das membranas, especialmente se a cabeça fetal não estiver encaixada, o cordão umbilical pode prolapsar. O prolapso do cordão umbilical é uma emergência obstétrica, pois a descida da cabeça pode bloquear a circulação feto-placentária.
Após a ruptura das membranas, bactérias podem ascender e causar amnionite e infecção fetal.
A ruptura prematura das membranas pode ter vários efeitos sobre o feto, como aumentar o risco de prematuridade e de complicações neonatais ou perinatais.
A ruptura das membranas pode afetar o manejo do trabalho de parto. Certos métodos de indução ou de condução do trabalho, como cateteres com balão, são relativamente contraindicados após ROM.

## Tipos
- SROM: ruptura espontânea das membranas. Este termo descreve a ruptura normal e espontânea das membranas a termo completo. A ruptura ocorre geralmente na parte inferior do útero, sobre o colo do útero, causando um jorro de líquido. Esse jorro pode ser pequeno (cerca de 50 ml), ou bastante grande (200–300 ml), dependendo da quantidade de líquido no saco amniótico e do quanto a cabeça fetal está obstruindo o orifício e retendo líquido na bolsa.[8] Uma ruptura espontânea que ocorre no início do trabalho de parto pode estar relacionada a outras complicações que resultam em atraso no progresso. Essas complicações podem incluir pelve contraída, apresentação pélvica ou posição occipito-posterior.
- PROM: ruptura prematura das membranas. Este termo descreve a ruptura das membranas que ocorre antes do início do trabalho de parto.
  - PPROM: ruptura prematura pré-termo das membranas. Este termo descreve a ruptura das membranas que ocorre antes de 37 semanas de gestação, podendo ter múltiplos efeitos no feto, como aumentar o risco de prematuridade e complicações neonatais ou perinatais. Fatores de risco em gestações com PPROM incluem raça (pacientes negras têm risco aumentado), baixo nível socioeconômico, histórico de doença sexualmente transmissível, distensão uterina (que pode resultar de fatores como excesso de líquido amniótico (polidrâmnio) ou gestação múltipla (gestação múltipla)), e tabagismo.[9]
- AROM: ruptura artificial das membranas. Este termo descreve a ruptura das membranas feita por um terceiro, geralmente uma parteira ou um obstetra, com o objetivo de induzir ou acelerar o trabalho de parto.

## Detecção
A detecção da ruptura das membranas inclui principalmente:
- Pooling test: visualização do acúmulo de líquido amniótico na vagina
- Teste do papel de nitrazina
- Teste da samambaia
- Índice de líquido amniótico

Para que os resultados tenham cerca de 90% de precisão na detecção de infecção, pode-se usar uma combinação do teste de arborização e do teste do papel de nitrazina. O teste de arborização avalia as secreções vaginais da paciente, enquanto o teste com papel de nitrazina mede o pH vaginal.